# Biografielijst Mv

## Mvi
- Yann M'Vila (1990), Frans voetballer